# Steinsche Mannigfaltigkeit
Eine Stein'sche Mannigfaltigkeit ist ein Objekt aus der höherdimensionalen Funktionentheorie. Benannt wurde dieses nach dem Mathematiker Karl Stein. Eine Stein'sche Mannigfaltigkeit ist eine spezielle komplexe Mannigfaltigkeit. Sie ist die natürliche Definitionsmenge von holomorphen Funktionen, denn es ist sichergestellt, dass es genügend holomorphe Funktionen gibt; also außer den konstanten Funktionen weitere holomorphe Funktionen existieren.

## Definition
Mit {\displaystyle {\mathcal {O}}(M)} bezeichne man die Menge der holomorphen Funktionen auf {\displaystyle M}. Eine komplexe Mannigfaltigkeit {\displaystyle M} der Dimension {\displaystyle n} heißt Stein'sche Mannigfaltigkeit, falls
- {\displaystyle M} holomorph konvex ist, das heißt

{\displaystyle {\hat {K}}=\{z\in M;|f(z)|\leq \sup _{K}|f|\ \mathrm {f{\ddot {u}}r\,jedes} \ f\in {\mathcal {O}}(M)\}}
ist eine kompakte Teilmenge von {\displaystyle M} für jede kompakte Teilmenge {\displaystyle K\subset M}.
- {\displaystyle M} ist holomorph separabel, das heißt für zwei unterschiedliche Punkte {\displaystyle z_{1}} und {\displaystyle z_{2}} in {\displaystyle M}, gibt es eine holomorphe Funktion {\displaystyle f\in {\mathcal {O}}(M)} mit

{\displaystyle f(z_{1})\neq f(z_{2})}.

## Beispiele
- Jedes Holomorphiegebiet ist eine Stein'sche Mannigfaltigkeit.
- Sei {\displaystyle X} eine Untermannigfaltigkeit einer Stein'schen Mannigfaltigkeit. Falls {\displaystyle X} abgeschlossen ist, so ist {\displaystyle X} wieder eine Stein'sche Mannigfaltigkeit.
- Eine Riemann'sche Fläche {\displaystyle M} ist genau dann eine Stein'sche Mannigfaltigkeit, wenn {\displaystyle M} nicht kompakt ist.

## Einbettungssatz
Jede reelle {\displaystyle n}-dimensionale differenzierbare Mannigfaltigkeit kann nach dem Einbettungssatz von Whitney in den {\displaystyle \mathbb {R} ^{2n}} eingebettet werden. Dieses Resultat ist für komplexe Mannigfaltigkeiten im Allgemeinen falsch. Kompakte, komplexe Mannigfaltigkeiten positiver Dimension kann man beispielsweise nicht in den {\displaystyle \mathbb {C} ^{N}} einbetten. Jedoch lassen sich Stein'sche Mannigfaltigkeiten immer einbetten. Der folgende Satz wurde von Reinhold Remmert und Errett Bishop bewiesen.
Sei {\displaystyle M} eine Stein'sche Mannigfaltigkeit der Dimension {\displaystyle n}, dann existiert eine holomorphe Abbildung {\displaystyle f\colon M\to \mathbb {C} ^{2n+1}}, welche injektiv und eigentlich ist. 
In dem Fall {\displaystyle n\geq 2} kann man jede {\displaystyle n}-dimensionale Stein'sche Mannigfaltigkeit in den {\displaystyle \mathbb {C} ^{2n}} einbetten. Für {\displaystyle n>6} kann man diese sogar in den {\displaystyle \mathbb {C} ^{2n-\left[(n-2)/3\right]}} einbetten. Hierbei ist {\displaystyle [.]} die Gaußklammer, welche den Wert auf die nächste ganze Zahl aufrundet.